# MTV Movie Awards 1993
MTV Movie Awards 1993 — ежегодная церемония вручения кинонаград канала MTV, которая прошла 13 июля 1993 года. Ведущим церемонии был Эдди Мерфи.

## Исполнители
- Dr. Dre & Snoop Dogg — Nuthin’ But a “G” Thang
- Duran Duran — Ordinary World
- Род Стюарт — Have I Told You Lately
- Stone Temple Pilots — Plush

## Победители и номинанты
Победители написаны первыми и выделены жирным шрифтом.

### Лучший фильм
Несколько хороших парней
- Аладдин
- Основной инстинкт
- Телохранитель
- Малкольм Икс

### Лучшая мужская роль
Дензел Вашингтон — «Малкольм Икс»
- Кевин Костнер — «Телохранитель»
- Том Круз — «Несколько хороших парней»
- Майкл Дуглас — «Основной инстинкт»
- Джек Николсон — «Несколько хороших парней»

### Лучшая женская роль
Шэрон Стоун — «Основной инстинкт»
- Джина Дэвис — «Их собственная лига»
- Вупи Голдберг — «Действуй, сестра»
- Деми Мур — «Несколько хороших парней»
- Уитни Хьюстон — «Телохранитель»

### Самый желанный мужчина
Кристиан Слейтер — «Дикое сердце»
- Кевин Костнер — «Телохранитель»
- Том Круз — «Несколько хороших парней»
- Мел Гибсон — «Смертельное оружие 3»
- Жан-Клод Ван Дамм — «Некуда бежать»

### Самая желанная женщина
Шэрон Стоун — «Основной инстинкт»
- Ким Бейсингер — «Параллельный мир»
- Хэлли Берри — «Бумеранг»
- Мадонна — «Тело как улика»
- Мишель Пфайффер — «Бэтмен возвращается»

### Лучший прорыв года
Мариса Томей — «Мой кузен Винни»
- Хэлли Берри — «Бумеранг»
- Уитни Хьюстон — «Телохранитель»
- Кэти Наджими — «Действуй, сестра»
- Рози О’Доннелл — «Их собственная лига»

### Лучший актёрский дуэт
Мел Гибсон и Дэнни Гловер — «Смертельное оружие 3»
- Шэрон Стоун и Майкл Дуглас — «Основной инстинкт»
- Уитни Хьюстон и Кевин Костнер — «Телохранитель»
- Николь Кидман и Том Круз — «Далеко-далеко»
- Вуди Харрельсон и Уэсли Снайпс — «Белые люди не умеют прыгать»

### Лучший злодей
Дженнифер Джейсон Ли — «Одинокая белая женщина»
- Дэнни Де Вито — «Бэтмен возвращается»
- Рэй Лиотта — «Незаконное проникновение»
- Джек Николсон — «Несколько хороших парней»

### Лучшая комедийная роль
Робин Уильямс — «Аладдин»
- Вупи Голдберг — «Действуй, сестра»
- Эдди Мерфи — «Бумеранг»
- Билл Мюррей — «День сурка»
- Джо Пеши — «Мой кузен Винни»

### Лучшая песня
Уитни Хьюстон — I Will Always Love You (из фильма «Телохранитель»)
- Boyz II Men — End of the Road (из фильма «Бумеранг»)
- Стинг и Эрик Клэптон — It’s Probably Me (из фильма «Смертельное оружие 3»)
- Пибо Брайсон и Регина Белл — A Whole New World (из фильма «Аладдин»)
- Alice in Chains — Would? (из фильма «Одиночки»)

### Лучший поцелуй
Кристиан Слейтер и Мариса Томей — «Дикое сердце»
- Полин Брэйлсфорд и Том Хэнкс — «Их собственная лига»
- Мишель Пфайффер и Майкл Китон — «Бэтмен возвращается»
- Вайнона Райдер и Гэри Олдмен — «Дракула»
- Мел Гибсон и Рене Руссо — «Смертельное оружие 3»
- Вуди Харрельсон и Уэсли Снайпс — «Белые люди не умеют прыгать»

### Самый зрелищный эпизод
Смертельное оружие 3
- Чужой 3
- Живые
- Далеко-далеко
- В осаде

### Лучший новый режиссёр
Карл Франклин — «Один неверный ход»

### Пожизненное достижение
Три балбеса

## Статистика
Фильмы, получившие наибольшее число номинаций.
| Фильм                                     | номинации |
| ----------------------------------------- | --------- |
| Телохранитель / The Bodyguard             | 7         |
| Основной инстинкт / Basic Instinct        | 6         |
| Несколько хороших парней / A Few Good Men | 5         |
| Смертельное оружие 3 / Lethal Weapon 3    | 5         |
| Бумеранг / Boomerang                      | 4         |